# INS Kalvari (S23)
Pour les autres navires du même nom, voir INS Kalvari.
L'INS Kalvari (numéro de coque : S 23) est le navire de tête de la classe Kalvari de sous-marins diesel-électriques de la marine indienne. C’était le tout premier sous-marin mis en service par la marine indienne,. Sa quille a été posée le 27 décembre 1966 en tant que sous-marin de classe Foxtrot B-51 de la marine soviétique par le Chantier naval de l'Amirauté sur l'île de Galernyy Ostrov, Leningrad. Le sous-marin a été lancé le 15 avril 1967 et a été terminé le 26 septembre 1967,. Le Kalvari a été mis en service par la marine indienne le 8 décembre 1967 à Riga, en Union des républiques socialistes soviétiques. La marine indienne célèbre la Journée des sous-marins le 8 décembre de chaque année pour commémorer cet évènement, Le sous-marin a été retiré du service en 1992.
Kalvari est le mot malayalam pour requin-tigre, un prédateur d’eau profonde dans l’océan Indien. Le nom symbolise l’agilité, la force et le pouvoir prédateur,. Le requin-tigre (Galeocerdo Cuvier) est une espèce de Carcharhinidae que l’on trouve dans les eaux tropicales et tempérées.